# Marschall

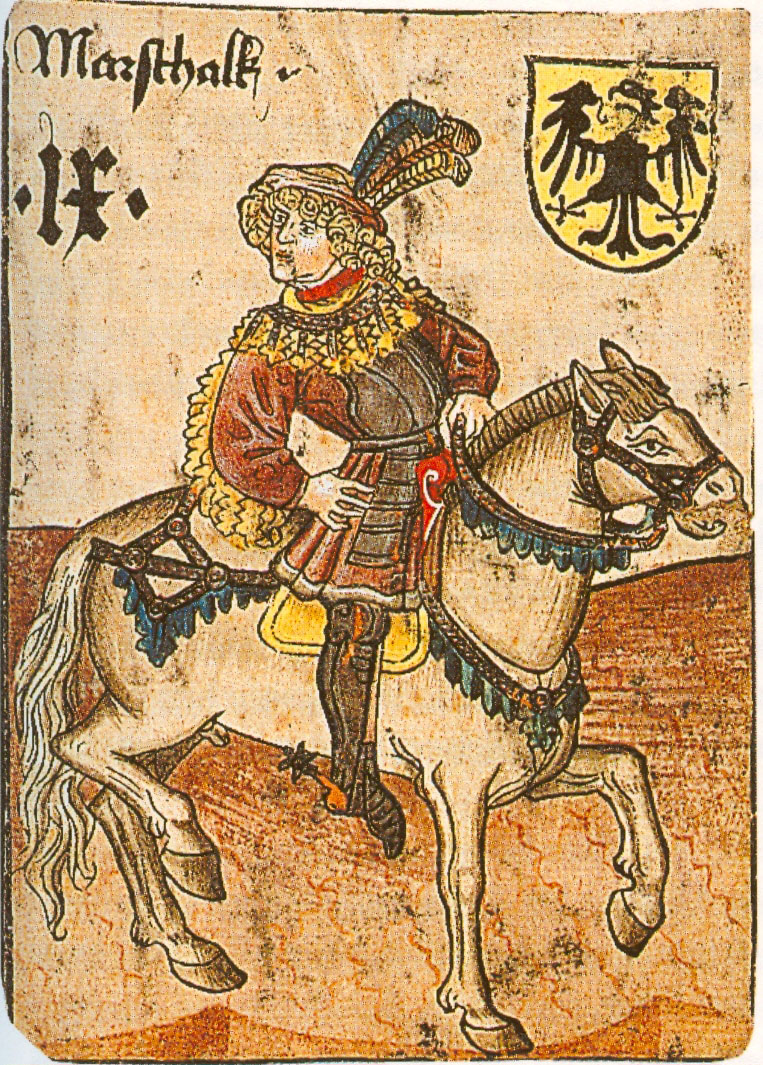
Marschall: Darstellung auf einem Kartenspiel von 1455

Der Marschall, auch Feldmarschall, ist ein hoher militärischer Dienstgrad. Symbol des Ranges war in Deutschland der Marschallsstab, der formal mitverliehen wurde; der Ausdruck kann aber auch ein zeremonielles Hofamt bezeichnen. Dem Rang des Feldmarschalls entspricht in der Marine jener des Großadmirals.
Siehe dazu auch

## Geschichtliche Entwicklung
Das Wort stammt von Althochdeutsch marahscalc, zusammengesetzt aus marah, „Pferd, Mähre“ und scalc „Knecht, Diener“. Es bezeichnet ursprünglich den „Roßknecht“. Mit dem Titel seines Herrn steigt jedoch – wie auch bei Mundschenk „Tafeldiener“, Kämmerer „Kammerdiener“ – auch seine Bedeutung, zu „Stallmeister“ (Marstaller) und später zu allgemeiner Bedeutung im Sinne „Kommandeur der Reiterei“.
Der Marschall war schon im Mittelalter eines der vier bzw. fünf alten Hofämter, vor allem von den merowingischen („Hausämter“) und karolingischen Frankenherrschern bekannt. Aus der Oberaufsicht über die Pferde und damit über das berittene Gefolge entstand einerseits mit dem Aufkommen der Ritterheere der Oberbefehl des Marschalls im Kriege und die Führung der Ritterschaft bzw. der Landstände, andererseits eine Oberaufsicht über das gesamte Hofwesen, was endlich dazu führte, dass der Marschall die Obliegenheiten des Truchsess, also des Küchenmeisters, und des Mundschenks übernahm.
Vor allem war er auch Reisemarschall und hatte für die Gäste zu sorgen. In den meisten deutschen Territorien wurden im späteren Mittelalter diese Funktionen auf verschiedene Beamte verteilt:
- Oberbefehlshaber wurde der Feldmarschall,
- die Leitung der Hofgeschäfte und die Gerichtsbarkeit erhielt ein Hofmarschall.

In dieser Funktion stand er auch dem Hofgericht vor. Die landesherrlichen Hofgerichte in Deutschland entstanden teils aus dem vom Landesherrn als Grafen persönlich geleiteten Landgericht, teils aus den Landtagen und Hoftagen. Sie hatten vielfach ständischen Charakter, waren mit adligen Schöffen besetzt und wurden vom Marschall präsidiert. Sie waren vor allem zuständig für Lehnssachen und für Personen ritterlichen Standes.
- die ursprüngl. Funktion ein besonderer Stallmeister.

Im Heiligen Römischen Reich gehörte das Amt des Erzmarschalls zu den vier Erzämtern, die mit der weltlichen Kurfürstenwürde verbunden waren. So war der Kurfürst von Sachsen der Erzmarschall des römisch-deutschen Kaisers. Der Titel Erzmarschall wurde durch die Goldene Bulle 1356 als Kurwürde an die Herzöge von Sachsen verliehen. Die Erzämter waren reine Ehrentitel. Die mit den Ämtern verbundenen, tatsächlichen Aufgaben nahmen stellvertretend für die Kurfürsten die Inhaber der sogenannten Reichserbämter wahr. Der Reichserbmarschall war zuständig für das Tragen des Reichsschwertes am Königshof.
Johann Wolfgang Goethe, der am 3. April 1764 Augenzeuge der Krönung Josephs II. zum römisch-deutschen König in Frankfurt war, erwähnt dazu:

„Vor allen schwang sich […] der schöne schlanke Erbmarschall auf sein Roß; er hatte das Schwert abgelegt, in seiner Rechten hielt er ein silbernes gehenkeltes Gefäß, und ein Streichblech in der Linken, so ritt er in den Schranken auf den großen Haferhaufen zu, sprengte hinein, schöpfte das Gefäß übervoll, strich es ab und trug es mit großem Anstande wieder zurück. Der kaiserliche Marstall war nunmehr versorgt.“

Den Titel eines Marschalls erhielten auch die Leiter der Verwaltungen der ab 1500 im Zuge der Reichsreform Maximilians I. geschaffenen Reichskreise des Heiligen Römischen Reiches. Der Inhaber dieses Amtes wurde daher gelegentlich auch als „Reichsmarschall“ bezeichnet.
Später wurde der Titel eines Marschalls fast nur noch als Ehrentitel für verschiedene Gelegenheiten verliehen. Ein gutes Beispiel hierfür ist Prinz Philip, der Mann der britischen Königin Elisabeth II. Er war – ehrenhalber – Marschall der Royal Air Force, Feldmarschall der British Army, Feldmarschall der Australian Military Forces und Marschall der New Zealand Army. Mit diesem nicht unbedingt militärischen Titel wurden aber auch erfolgreiche militärische Führer für einen erfolgreich abgeschlossenen, selbständigen Feldzug geehrt. Am bekanntesten hierbei sind der Marschall von Frankreich und die Verleihung des Dienstgrades Reichsmarschall an Hermann Göring durch Adolf Hitler (aus Prestigegründen, nicht aufgrund militärischer Leistungen). Weitere Beispiele sind der folgenden Liste zu entnehmen.

## Entwicklung in deutschsprachigen Streitkräften

### Heiliges Römisches Reich
Der Reichs-Erzmarschall (Archimarescallus) sowie der Reichs-Erbmarschall (Vicemarescallus), Erzamt seit dem 12. Jahrhundert, außerdem der Reichs-General-Feldmarschall seit dem 17. Jahrhundert.

### Deutschland und Preußen
Rang als Generalfeldmarschall:
- Preußische Armee (vor 1871)
- Kaiserliche Armee (bis 1918)
- Reichswehr (1918–1935): keinen entsprechenden Rang
- Wehrmacht (1935–1945).
- Nationale Volksarmee der DDR (1956–1990): Marschall der DDR 
Dieser Dienstgrad  wurde in der Nationalen Volksarmee mit Beschluss vom 25. März 1982 (ebenso wie der Dienstgrad Flottenadmiral parallel zum Dienstgrad Armeegeneral) eingeführt. Zur Ernennung zum Marschall der DDR sollte es aber nur im Verteidigungsfall oder bei besonderen militärischen Leistungen auf Beschluss des Staatsrats der DDR durch dessen Vorsitzenden kommen. Verteidigungsminister Theodor Hoffmann schaffte 1989 die Dienstgrade Flottenadmiral und Marschall der DDR wieder ab.

- Bundeswehr (seit 1955): keinen entsprechenden Rang

Weitere Einzelheiten siehe: Reichsmarschall und Generalfeldmarschall

## Entwicklung in verschiedenen Ländern
Im Laufe der Zeit hat sich der Titel des Marschalls von einem höfischen Amtstitel hin zu einem militärischen und Ehrentitel entwickelt, dessen Vergabe kaum mehr mit dessen ursprünglichem Inhalt zu tun hat. Die folgende Übersicht gibt einen Überblick darüber, wie dieser Titel in verschiedenen Ländern der Welt verwendet wird und wurde.

### Brasilien
In Brasilien war Marschall Manuel Deodoro da Fonseca 1889 Gründer der Republik, sein Nachfolger wurde Marschall Floriano Vieira Peixoto (* 1839; † 1895). Weitere Marschälle waren Verteidigungsminister Odílio Denys, die Präsidenten Eurico Gaspar Dutra und Humberto Castelo Branco (1964–1967) und der Oberbefehlshaber des Brasilianischen Expeditionskorps in Europa João Baptista Mascarenhas de Morais. Brasilien kennt auch heute noch den Dienstgrad Marechal im Falle eines Krieges. Dieser ist am ehesten mit dem Dienstgrad General bei der Bundeswehr zu vergleichen, da Brasilien bei der Dienstgradgruppe Generale ebenfalls vier Dienstgrade kennt: Marechal, General de Exército; General de Divisão; General de Brigada.

### Bolivien
- Andrés de Santa Cruz
- Bernardino Bilbao Rioja
- José Ballivián
- Otto Philipp Braun

### Finnland
Am 4. Juni 1942 wurde Carl Gustaf Emil Mannerheim der Ehrentitel des Marschalls von Finnland zu seinem 75. Geburtstag verliehen. Zuvor war er am 19. Mai 1933 zum Feldmarschall ernannt worden. Dies erfolgte im Zusammenhang mit dem 15. Erinnerungsjahr der Beendigung des Krieges für die Unabhängigkeit von Sowjetrussland im Jahre 1917.

### Frankreich
Der Rang Marschall von Frankreich, frz. Maréchal de France, wurde um 1190 von Philipp II. für Albéric Clément geschaffen. Unter anderem trugen diesen Titel Ferdinand Foch und Henri Philippe Pétain.

### Großbritannien
Der Field Marshal war seit 1736 ein Ehrenrang für die verdientesten Generale der britischen und der Commonwealth-Armee, gelegentlich wurde er an ausländische Monarchen sowie an Mitglieder der königlichen Familie ehrenhalber verliehen. Von Anfang bis kurz vor Ende des 20. Jahrhunderts war er außerdem in Krieg und Frieden fest mit dem Amt Chef des Imperialen Generalstabes bzw. Chief of the Defence Staff verbunden. Nach Ausscheiden von Field Marshal Baron Peter Inge 1997 wurde der Titel seinem Nachfolger nicht mehr verliehen. Der Rang steht aber weiterhin zur Disposition. 
 Bekannte britische Feldmarschälle (Jahr der Ernennung) waren:
- George Hamilton, 1. Earl of Orkney (1736)
- John Campbell, 2. Duke of Argyll (1736)
- Arthur Wellesley, 1. Duke of Wellington (1813)
- Fitzroy Somerset, 1. Baron Raglan (1854)
- Colin Campbell, 1. Baron Clyde (1862)
- Robert Cornelis Napier, 1. Baron Napier of Magdala (1883)
- George Bingham, 3. Earl of Lucan (1867)
- Garnet Wolseley, 1. Viscount Wolseley (1894)
- Frederick Roberts, 1. Earl Roberts (1895)
- Evelyn Wood (1903)
- Herbert Kitchener, 1. Earl Kitchener of Khartoum (1909)
- John French, 1. Earl of Ypres (1913)
- Douglas Haig, 1. Earl Haig (1917)
- Edmund Allenby, 1. Viscount Allenby (1919)
- Frederick Rudolf Lambart, 10. Earl of Cavan (1932)
- Philip Walhouse Chetwode, 1. Baron Chetwode (1933)
- John Dill (1941)
- Jan Christiaan Smuts (1941) (auch südafrikanischer Staatsmann)
- John Vereker, 6. Viscount Gort (1943)
- Archibald Wavell, 1. Earl Wavell (1943)
- Alan Brooke, 1. Viscount Alanbrooke (1944)
- Harold Alexander, 1. Earl Alexander of Tunis (1944)
- Bernard Law Montgomery, 1. Viscount Montgomery of Alamein (1944)
- Claude Auchinleck, 1946

In Großbritannien, Australien und Neuseeland wird die Bezeichnung Air Marshal in den Luftstreitkräften anstelle der Bezeichnung General verwendet („Luftmarschall“). Die vier höchsten Dienstgrade der Royal Air Force lauten (wobei der erste und höchste in Friedenszeiten abgeschafft wurde):
- Marshal of the Royal Air Force (äquivalent zum Field Marshal)
- Air Chief Marshal (äquivalent zum General)
- Air Marshal
- Air Vice Marshal

Außerhalb des Militärs waren Earl Marshal von England und Earl Marischal von Schottland erbliche Hofämter mit zeremonieller Funktion am englischen und schottischen Königshof.

### Irak
Angesichts zahlreicher Militärputsche in der Geschichte des Irak seit den 1930er Jahren und rivalisierender Autoritätsansprüche erschien es Staatspräsident Abd ar-Rahman Arif bei seinem Machtantritt geboten, sich durch einen übergeordneten Dienstgrad der Loyalität des Militärs zu versichern. Er selbst hatte zusammen mit General Abd al-Karim Qasim 1958 geputscht, war von diesem zum Oberst ernannt worden und hatte dann aber als solcher zunächst vergeblich gegen Qasim geputscht.
1963 gelang schließlich der Sturz Qasims mit Hilfe anderer Militärs, z. B. des baathistischen Majors Ahmad Hasan al-Bakr, der nun ebenfalls zum Obersten bzw. General aufrückte. Arefs Marschallsrang sollte den Vorrang vor beiden herausstellen und wurde in dieser Tradition auch von Bakr übernommen, als er 1968 Aref stürzte. Diese Erhöhungen wurden von der irakischen Armee anerkannt, da beide Amtsinhaber tatsächlich die Militärakademie besucht hatten. Die Selbsternennung von Bakrs Nachfolger und Cousin Saddam Hussein, der keine Offiziersausbildung besaß, stieß jedoch auf Unmut in der Armee. Saddam Hussein ernannte deshalb seinen Cousin, den General Ali Hasan al-Madschid ebenfalls zum Feldmarschall und somit zum zweithöchsten Militär des Irak nach sich selbst als Oberbefehlshaber. Seit dem Sturz Saddam Husseins 2003 gibt es keinen Marschall des Irak mehr.

### Italien

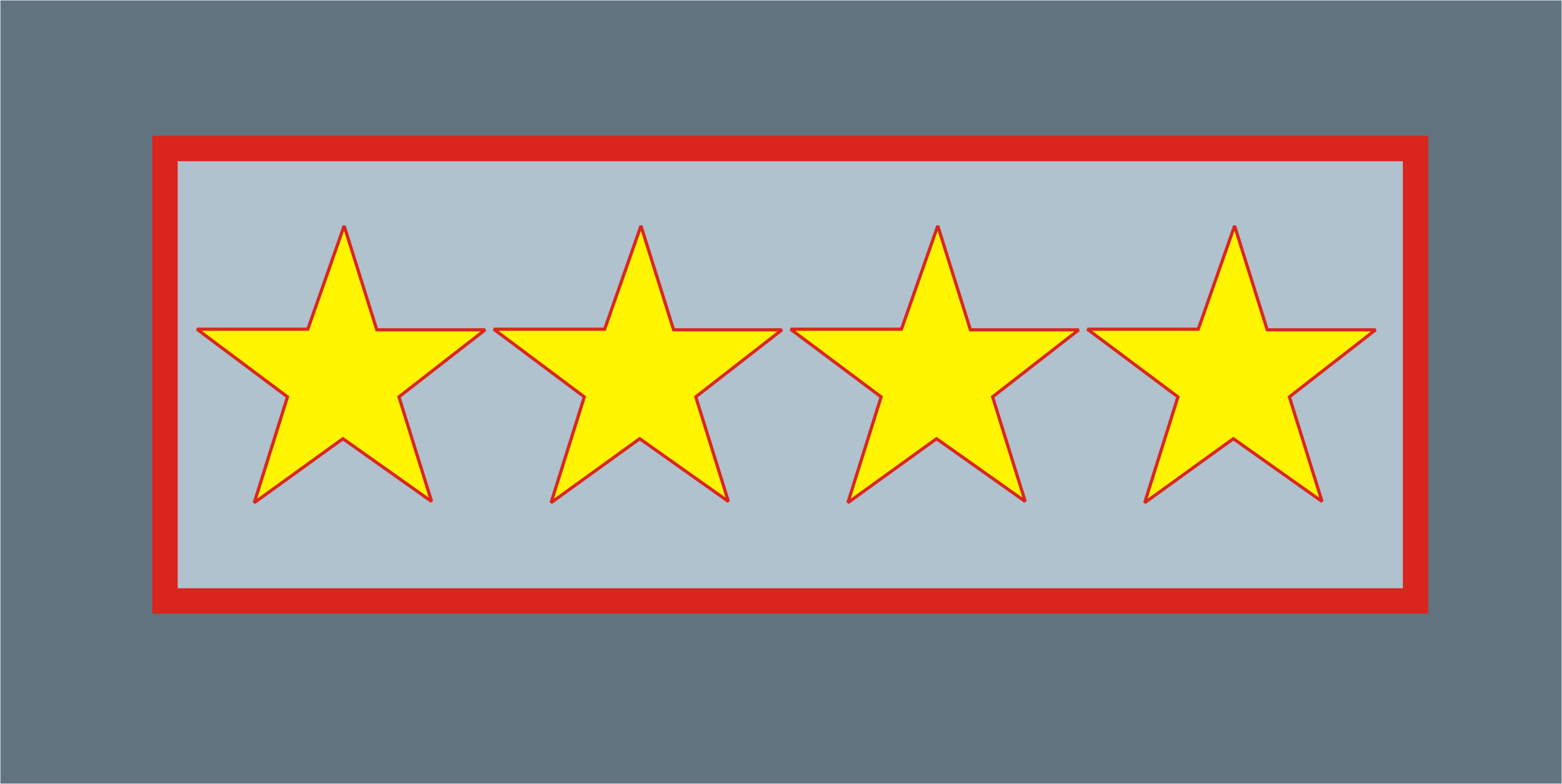
Marschall von Italien
(Feldmütze)

Der Rang Marschall von Italien, ital. Maresciallo d'Italia, wurde im faschistischen Italien ab 1924 verwendet. Es gab auch den Rang eines Maresciallo dell'Aria (Luftmarschall) und den des Grande Ammiraglio (Großadmiral).
Diese höchsten Ränge wurden in der italienischen Armee 1946 abgeschafft. Auch der Dienstgrad Armeegeneral (OF-9) wurde gestrichen. Seine Funktionen übernahm bis 1997 der so genannte „Generalleutnant in besonderer Dienststellung“. Heute ist der höchste Dienstgrad in Italien der General bzw. Admiral (OF-9). Diese Dienstgradebene ist jedoch ausschließlich dem Generalstabschef der Streitkräfte vorbehalten.
Ein Maresciallo hingegen ist ein Dienstgrad im Range eines Unteroffiziers (OR-7).
Bekannte Träger des Ranges Marschalls waren:
- Benito Mussolini (1924)
- Pietro Badoglio (1926)
- Rodolfo Graziani (1936)
- Ugo Cavallero (1942)
- Ettore Bastico (1942)
- Giovanni Messe (1943)

### Jugoslawien
Jugoslawien hatte nur einen einzigen „Marschall von Jugoslawien“, Josip Broz Tito. Am 29. November 1943 wurde Tito während der zweiten Versammlung des Antifaschistischen Rates der Volksbefreiung Jugoslawiens (AVNOJ – Antifašističko vijeće narodnog oslobođenja Jugoslavije) in Jajce, die Marschallwürde verliehen. Damit wurde er der höchstrangige Offizier, der während des Zweiten Weltkrieges verwundet worden war, da er persönlich an Schlachten und Kämpfen teilgenommen hatte (siehe Schlacht an der Neretva und Sutjeska). Die Alliierten erkannten schon 1944 seinen Rang an, den der neu gegründete jugoslawische Staat, dem Tito selbst vorstand, schließlich bestätigte. Nach seinem Tod 1980 wurde der Rang faktisch abgeschafft, Jugoslawien brach nach 1991 auseinander.

### Niederlande
Der letzte Feldmarschall der Niederlande war von 1840 bis 1881 Prinz Frederik, der zweite Sohn von König Wilhelm I.

### Nordkorea
In Nordkorea gibt es mehrere Kategorien des Marschallsranges, wobei bei Neuverleihungen das Ableben der bisherigen Träger abgewartet wird.
- „Generalissimus“: höchste vorgesehene Stufe, verliehen im April 1992 an Kim Il-sung (†)[8] und posthum am 14. Februar 2012 an Kim Jong-il.[9]
- „Marschall der Demokratischen Volksrepublik Korea“: Dieser Titel wurde bisher lediglich von den Oberbefehlshabern der nordkoreanischen Streitkräfte geführt und soll deren militärische Fähigkeiten hervorheben. Er wurde am 7. Februar 1953 Kim Il-sung (†), am 20. April 1992 Kim Jong-il (†) und am 18. Juli 2012 Kim Jong-un verliehen.
- „Marschall der Koreanischen Volksarmee“: Dieser Titel dient der Auszeichnung verdienter und der Staatsführung ergebener Militärführer. Er wurde 1992 an O Jin-u (†) und 1995 an Choe Kwang und Ri Ul-sol (†) vergeben. Im April 2016 erhielten diesen Titel der ehemalige Verteidigungsminister und Generalstabschef Kim Yong-ch'un (†) und Hyun Chol Hae.
- „Vizemarschall“: Dieser Titel wird in der Regel von den Chefs des Generalstabs geführt. Im April 2016 erhielt Ri Myong Su, vormals Minister für Volkssicherheit, diesen Titel.

|                                     | Koreanisch in Hangul (Hanja), Umschrift   | Deutsch                      | Schulterklappe | Schulterklappe | Schulterklappe | Schulterklappe |
| ----------------------------------- | ----------------------------------------- | ---------------------------- | -------------- | -------------- | -------------- | -------------- |
| Marschall 원수급 (元帥級), wŏnsukŭp | 대원수 (大元帥), taewŏnsu                 | Generalissimus               |                |                |                |                |
| Marschall 원수급 (元帥級), wŏnsukŭp | 공화국원수 (共和國元帥), konghwakuk wŏnsu | Marschall der DVRK           |                |                |                |                |
| Marschall 원수급 (元帥級), wŏnsukŭp | 인민군원수 (人民軍元帥), Inmingun wonsu   | Marschall der Volksarmee     |                |                |                |                |
| Marschall 원수급 (元帥級), wŏnsukŭp | 차수 (次帥), ch'asu                       | Vizemarschall der Volksarmee |                |                |                |                |

### Paraguay
- José Félix Estigarribia – diesen Titel erhielt der paraguayische General und Oberbefehlshaber nach dem siegreichen Chaco-Krieg gegen Bolivien im Jahre 1935 – später wurde er Staatspräsident von Paraguay.
- Francisco Solano López – Marschall und Staatspräsident von Paraguay. Während des Tripel-Allianz-Krieges von 1864 bis 1870 führte López die Streitkräfte Paraguays als Oberbefehlshaber.

### Österreich, Österreich-Ungarn
Im Kaiserreich Österreich (bis 1867) wurde die Bezeichnung k.k. Feldmarschall und in Österreich-Ungarn (bis zur Auflösung der gemeinsamen österreichisch-ungarischen Armee am 31. Oktober 1918) k.u.k. Feldmarschall verwendet.
Weitere Informationen sieheGeneralfeldmarschall

### Polen

#### Marschall von Polen
Den Titel trug Józef Piłsudski ab 1920 in Ausübung seines Amtes als polnischer Staatschef, als der er von 1918 bis 1922 fungierte. Bereits Józef Antoni Poniatowski war 1812 Marschall geworden, allerdings Marschall von Frankreich unter Napoleon Bonaparte. Mit Ferdinand Foch wurde 1919 ein weiterer französischer Marschall auch Marschall von Polen. Der Rang existiert noch heute in den polnischen Streitkräften, ist aber zurzeit nicht besetzt und nur für den Kriegsfall vorgesehen. Auch während der Zeit der Nordischen Kriege gab es in Polen Heerführer, die den Titel des Marschalls erhielten.
Weitere polnische Marschälle waren der polnische Aristokrat Adam Kazimierz Czartoryski, der Oberbefehlshaber der polnischen Streitkräfte während des deutschen Überfalls auf Polen Edward Rydz-Śmigły sowie der polnische Verteidigungsminister Konstanty Rokossowski, der gleichzeitig Marschall der Sowjetunion war. Den Titel Marschall von Polen trugen in den Zeiten des Kommunismus zudem die polnischen Militärs Marian Spychalski und Michał Rola-Żymierski, amtierend 1955 bis 1968.

#### Parlamentsmarschall
Neben dem militärischen Titel besteht in Polen die Verwendung des Titels auch im politischen bzw. administrativen Bereich. So tragen die Präsidenten des Sejm, der polnischen Abgeordnetenkammer, und des Senats die Bezeichnungen „Sejmmarschall“ und „Senatsmarschall“. Ebenso heißt der Vorsitzende eines Bezirksparlaments „Woiwodschaftssejmikmarschall“ und der Vorsitzende einer Woiwodschaft „Woiwodschaftsmarschall“.

### Portugal
Armee und Luftwaffe Portugals kennen einen Marschallsrang bis heute, er entspricht dort aber mit vier Sternen nur dem Armee- bzw. Luftwaffengeneral.

### Rumänien
In Rumänien führten Alexandru Averescu, Constantin Prezan sowie Ion Antonescu den Marschalltitel. Die Verleihung dieses Titels erfolgte nur an diejenigen rumänische Generäle, die eine Armee im Kriege kommandiert hatten. Nach seiner Rückkehr aus dem Pariser Exil im Juni 1930 ernannte Rumäniens neuer König Carol II. die mittlerweile pensionierten Weltkriegsgeneräle Averescu und Prezan zu Marschällen. Nach der Rückeroberung der im Sommer 1940 an die Sowjetunion abgetretenen rumänischen Provinzen beförderte König Mihai I. Ion Antonescu im August 1941 zum Marschall.

### Russland
Der Titel Marschall wurde bereits im zaristischen Russland verwendet.

#### Marschall der Sowjetunion
In den dreißiger Jahren wurden fünf Generäle des Bürgerkrieges von Josef Stalin zum Marschall der Sowjetunion ernannt, von denen jedoch drei im Rahmen des Großen Terrors 1937/38 hingerichtet wurden. 1943 wurden die Dienstgrade Marschall und Hauptmarschall der Waffengattung, also z. B. Marschall der Panzertruppen, Hauptmarschall der Luftstreitkräfte, eingeführt.
Allgemeine Truppenkommandeure wie Armee- und Frontoberbefehlshaber, der Generalstabschef und seine Stellvertreter, der Verteidigungsminister und seine Stellvertreter wurden vom Generaloberst zum Armeegeneral und danach zum Marschall der Sowjetunion befördert. Kommandeure von Spezialarmeen, wie z. B. Panzer- und Luftarmeen, Chefs von Waffengattungen in Fronten (Militärbezirken bzw. Heeresgruppen) oder im Verteidigungsministerium wurden vom Generaloberst zum Marschall und Hauptmarschall der Waffengattung befördert. Der Marschall der Waffengattung war also dem Armeegeneral gleichgestellt.
Oberhalb des Marschalls der Sowjetunion wurde nach dem Zweiten Weltkrieg für Stalin als Obersten Befehlshaber der Rang des Generalissimus geschaffen.

### Schweden
In Schweden wurde von 1561 bis 1824 der Feldmarschalltitel (fältmarskalk) als höchster militärischer Rang 77 Mal verliehen. Demgegenüber war der schwedische Reichsmarschall kein Rang, sondern ein Amt – eines der drei wichtigsten Erzämter des Reiches.

### Türkei und Osmanisches Reich
Auch das Sultanat und Kalifat der osmanischen Türken kannte einen Dienstgrad oberhalb der Befehlshaber selbständiger Armeen (Armeegeneräle) für einen Oberfeldherrn mit dem höchsten militärischen Rang. Dieser wurde jedoch zunächst nicht Marschall, sondern Muschir (heutige türk. Schreibweise: müşir oder auch müşür; aus dem Arabischen, etwa: Berater, Geheimrat) genannt und entsprach etwa dem Feldmarschall bzw. Feldmarschallleutnant (Vizemarschall) oder Waffenmarschall. Im Ersten Weltkrieg gab es mehrere Muschire an den verschiedenen Fronten. Neben dem Militär gab es den Rang auch in der Zivilverwaltung, wo er etwa einem Vizeminister bzw. Staatsminister bzw. einem Mitglied des Staatsrates entsprach. Heute wird meist das aus den europäischen Sprachen übernommene Wort mareşal verwendet.
Im Zuge der Liman-von-Sanders-Krise wurde der deutsche General Otto Liman von Sanders zum osmanischen Marschall ernannt.
Die Türkei hat bisher zwei Generäle mit dem Marschallrang ausgezeichnet:
- Mustafa Kemal Atatürk wurde im September 1921 als Anerkennung seines Sieges bei der Schlacht am Sakarya (türkisch Sakarya Meydan Muharebesi) auf Vorschlag von Fevzi und İsmet Paşa vom Parlament der Türkei zum Mareşal ernannt.
- Fevzi Çakmak wurde 1922 zum Mareşal befördert. Atatürk verlieh ihm diesen Rang zur Anerkennung seines Sieges bei Dumlupınar vom 31. August 1922 (türkisch Dumlupınar Zaferi) auf der Grundlage eines Gesetzes.

## Ähnliche Bezeichnungen

Passante des
General of the Army

In den USA ist der United States Marshals Service eine Behörde des Justizministeriums. Der militärischen Marschallsfunktion entspricht dort der General of the Army und General of the Air Force (Fünfsternegeneral), nicht zu verwechseln mit dem Armeegeneral (Viersternegeneral).
Die Koninklijke Marechaussee ist eine militärische Polizei in den Niederlanden.
In Italien ist der Maresciallo in verschiedenen Abstufungen ein Dienstgrad der Streitkräfte (einschließlich der mit Polizeiaufgaben betrauten Carabinieri) und der Finanzpolizei (guardia di financia). Er entspricht einem Unteroffizier oder einem Beamten des gehobenen Dienstes, ist also im Gegensatz zum Marschall in anderen Staaten ein Dienstgrad der mittleren Ebene.